# Кримський Фронт
«Кримський Фронт» — об'єднана ініціатива неурядових організацій, волонтерів та бізнесу задля підтримки Сил оборони України та надання гуманітарної допомоги постраждалим від війни та найменш захищеним верствам населення, зокрема на прифронтових, деокупованих та тимчасово окупованих територіях України.
Розпочата як об'єднавча ініціатива кримськотатарських громадських діячів, волонтерів, неурядових організацій та бізнесу, які мають кримськотатарське або кримське коріння.

## Мета
Ініціатива покликана об'єднати на одній платформі зусилля сил спротиву російській агресії, розпочаті у лютому 2014 року в Криму, та спрямована на всебічну підтримку боротьби України за свій суверенітет, звільнення Криму і всіх окупованих територій та повернення до міжнародно визнаних кордонів 1991 року.

## Історія
Російська агресія проти України розпочалась з окупації та анексії Кримського півострова 2014 року. Супротив агресії з боку громадян України в Криму, зокрема з боку кримських татар — корінного народу Криму, був жорстко придушений окупаційною владою півострова. Під загрозою переслідувань рушійні сили спротиву були вимушені покинути півострів та продовжили боротьбу за звільнення Кримського півострова на материковій частині України.
24 лютого 2022 року, з початком повномасштабної війни РФ проти України, багато благодійних та громадських організацій, які чи то були організовані вихідцями з Криму, чи то мали за мету допомогу кримцям, об'єднали зусилля задля евакуації та всілякої підтримки людей із зон бойових дій або потенційно небезпечних регіонів.
Співпраця згодом перетворилась у спільні гуманітарні проєкти та проєкти, спрямовані на допомогу Силам оборони України. Ініціативи громадських та благодійних організацій були активно підтримані представниками бізнесу, які через російську агресію 2014 року вимушено перенесли свій бізнес з тимчасово окупованого Криму на материкову частину України. Координація спільних зусиль громадського сектору, волонтерів та бізнесу успішно проводилась Меджлісом кримськотатарського народу, як представницьким органом кримських татар.
У вересні 2023 року за спільною ініціативою БО "Міжнародний благодійний фонд «Фонд Національного Добробуту Криму», БО «Благодійний фонд „ASTEM Foundation“», Духовного Управління Мусульман Криму та за підтримки Меджлісу кримськотатарського народу прийняте рішення про створення єдиної благодійної платформи — Об'єднана ініціатива «Кримський Фронт», яка покликана консолідувати зусилля всіх учасників руху за вільний український Крим та беззастережну перемогу України.

## Основні напрямки діяльності
- Посильна допомога Силам оборони України (авто, техніка спеціального призначення, спорядження, засоби індивідуального захисту, навчання, лікування, реабілітація та ін.)
- Гуманітарна допомога постраждалим від війни та найбільш незахищеним верствам населення.

## Ресурси
Благодійна платформа "Об'єднана ініціатива Кримський Фронт» не є юридичною особою та не розпоряджається окремим бюджетом. Платформа покликана об'єднати та скоординувати зусилля учасників та партнерів задля ефективнішої та скоординованішої роботи та руху в напрямку спільно визначених цілей.
Ініціатива консолідує ідеї та координує спільну діяльність неурядових організацій, громадських активістів та бізнесу із залучення пожертв до наявних або нових гуманітарних та благодійних проєктів, що реалізуються партнерами та відповідають меті та завданням об'єднаної ініціативи.

## Партнери
- Меджліс кримськотатарського народу / Qırımtatar Milliy Meclisi — представницький орган кримських татар
- БО «Міжнародний благодійний фонд „Фонд Національного Добробуту Криму“»
- БО «Благодійний фонд ASTEM Foundation »
- Духовне Управління Мусульман Криму
- БО UAIM Humanitarian Fund
- DroneUA — партнер у світі робототехніки
- Магазин одягу LC Waikiki
- Мережа specialty кав'ярень TAKAVA
- DOT. MATCHA BAR & COFFEE
- Магазин свіжого фермерського Halal — м'яса MEAT GARDEN
- Мережа сучасних фреш маркетів Bfresh
- Кримськотатарський ресторан Eski Qırım
- Гуманітарна Нова Пошта
- Незалежний медійний майданчик Qirim Media
- Мережа ресторанів «Мусафір»
- Сімейне кафе «Бахчисарай. Смак Криму»
- Кримськотатарська кухня Cheburek.ua
- Кафе Chebur King
- ТРО Медіа
- Пекарня "Сімейний хліб"
- Кримськотатарський культурний центр Birlik Center
- Кримське кафе Solhat
- Ресторан азербайджанської та європейської кухні "Буглама"

Благодійна платформа відкрита для нових партнерів, волонтерів та ініціатив.

## Відповідальні особи проєкту
- Ленур Мамбетов — ініціатор та співкоординатор платформи;
- Снавер Сейтхалілєв — ініціатор та співкоординатор платформи;
- Фелікс Караєв — співкоординатор та волонтер платформи.

## Проєкти підтримані партнерами, об'єднані та продовжені під егідою Кримського Фронту
- «Годуємо Країну». В рамках цього проєкту мобільна кухня, яка на початку 2023 року передана Фонду Національного Добробуту Криму турецьким гуманітарним фондом İHH İnsani Yardım Vakfı, вже в березні цього ж року почала працювати в прифронтових та деокупованих регіонах країни, забезпечуючи до тисячі людей щодня гарячими обідами.
- «500 наборів гуманітарної допомоги». Проєкт благодійного фонду ASTEM Foundation спрямований на забезпечення ВПО предметами найпершої потреби, як то комплекти теплого одягу для дітей та дорослих, ковдри, акумуляторні ручки AM/FM/NOAA ALERT Radio, термоспальні мішки, світлодіодні кемпінгові ліхтарі, аптечки першої допомоги, портативні електростанції (300 Вт) / генератори (2 кВт) та газові пальники. В рамках проєкту сформовано та передано адресатам понад 500 наборів.
- «Авто для Перемоги». Проєкт «100 авто для Перемоги», розпочатий на базі Благодійного фонду «ASTEM Foundation» та покликаний оперативно реагувати на потреби Сил оборони в транспортних засобах, які зокрема б полегшили розв'язання гуманітарних питань під час війни. Завдяки підтримці українських та міжнародних партнерів Благодійним фондом «ASTEM Foundation» придбано та передано на гуманітарні потреби та потреби ЗСУ понад 100 авто.
- «Генератор у кожен дім». Проєкт «ASTEM Foundation». Понад 2000 генераторів вже передані родинам ВПО та державним установам сім‘ям на деокупованих та прифронтових територіях.
- Допомога ЗСУ. Напрямок, який охоплюється багатьма партнерами об'єднаної ініціативи наразі розширений та покликаний системно реагувати на запити Сил оборони. З лютого 2022 року зібрано та передано авто, сухпайки, спальні мішки, для стабпунктів: ковдри, засоби для гігієни (медичні вологі серветки, підгузки тощо).
- Допомога медичним закладам (Клінічна лікарня «Феофанія», Інститут серця Міністерства охорони здоров‘я України, обласні лікарні). Діяльність благодійних організацій, які ініціювали створення об'єднаної ініціативи, ще до 24 лютого 2022 року включала благодійну допомогу низці медичних закладів Києва та Київської області. З весни 2022 року з огляду на бойові дії та атаки ворога, спрямовані по енергетичній інфраструктурі країни, потреби медичних закладів у допомозі тільки зростають.
- Допомога обласним військовим адміністраціям. Продуктові набори, ковдри, засоби для гігієни, засоби побутової хімії, матраци та сезонні речі були передані до ОВА м. Харків, м. Запоріжжя, м. Херсон, м. Миколаїв, м. Київ